# كولن هانسن
كولن هانسن هو سياسي كندي، ولد في 1952 في بورت ألبيرني في كندا. حزبياً، نشط في BC United ‏.